# Jean Knoeri
Pour les articles homonymes, voir Knoeri.
Jean Knoeri est un médecin français, né à Wintzenheim le 27 novembre 1857 et mort à Reims le 8 novembre 1925. Il s’est impliqué dans la vie politique de Reims en étant conseiller municipal, puis adjoint au maire et conseiller général de la Marne.

## Biographie
Jean Knoeri, est né à Wintzenheim dans le Haut-Rhin le 27 novembre 1857, et décédé le 8 novembre 1925 à Reims.
Il a fait partie de la loge maçonnique La Sincérité de Reims.
Il est mort célibataire.

### Médecin
Jean Knoeri, devient docteur en médecine de la Faculté de Paris après avoir soutenu une thèse sur « la santé des ouvriers employés par l’industrie cotonnière » . En 1886, il vint aussitôt exercer à Reims.Il était médecin au bureau de bienfaisance de 1892 à 1914.

### Politique
De 1892 à 1896, il est élu conseiller municipal à Reims. Il est réélu après la guerre[Laquelle ?], en novembre 1900. Il est adjoint au maire Adrien Pozzi de 1904 à 1908.
Il est conseiller général de la Marne en 1895.
Il est président des comités radicaux-socialistes.

## Hommage
En 1927, la place de Bétheny est renommée place du Docteur-Knoëri.
Chevalier en 1908 puis Officier de la Légion d’honneur en 1925.